# Statsrådsrækkefølge
 For alternative betydninger, se Statsråd. (Se også artikler, som begynder med Statsråd)
Statsrådsrækkefølgen er den rækkefølge, som en regerings ministre sidder i under statsrådene, der afholdes ca. 10 gange årligt. Traditionelt har statsministeren, udenrigsministeren og finansministeren haft tre første pladser. Det sker dog, at finansministeren og udenrigsministeren bytter plads. I koalitionsregeringer er ledende politikere fra alle regeringspartier typisk blandt de første i statsrådsrækkefølgen.
Statsrådsrækkefølgen fastlægges efter en regeringsdannelse. Der findes ingen formelle regler for, hvordan rækkefølgen skal være, men ved fastlæggelsen af statsrådsrækkefølgen indgår følgende objektive kriterier i prioriteret rækkefølge: 
- Partiformænd efter partistørrelse,
- finans- og udenrigsminister,
- medlemmer af regeringens koordinationsudvalg,
- anciennitet som minister,
- anciennitet som kommissær i EU,
- anciennitet som medlem af Folketinget,
- anciennitet som medlem af Europaparlamentet,
- anciennitet som medlem af en kommunalbestyrelse eller et regionsråd, og
- personlig alder.

## Nuværende rækkefølge
Regeringen Mette Frederiksen II har pr. 7. december 2023 følgende statsrådsrækkefølge:
| Nr. | Portefølje                                                                            | Minister                   | Parti             |
| --- | ------------------------------------------------------------------------------------- | -------------------------- | ----------------- |
| 1   | Statsminister                                                                         | Mette Frederiksen          | Socialdemokratiet |
| 2   | Vicestatsminister og forsvarsminister                                                 | Troels Lund Poulsen        | Venstre           |
| 3   | Udenrigsminister                                                                      | Lars Løkke Rasmussen       | Moderaterne       |
| 4   | Finansminister                                                                        | Nicolai Wammen             | Socialdemokratiet |
| 5   | Indenrigs- og sundhedsminister                                                        | Sophie Løhde               | Venstre           |
| 7   | Justitsminister                                                                       | Peter Hummelgaard          | Socialdemokratiet |
| 7   | Kulturminister                                                                        | Jakob Engel-Schmidt        | Moderaterne       |
| 8   | Økonomiminister                                                                       | Stephanie Lose             | Venstre           |
| 9   | Erhvervsminister                                                                      | Morten Bødskov             | Socialdemokratiet |
| 10  | Minister for udviklingssamarbejde og global klimapolitik                              | Dan Jørgensen              | Socialdemokratiet |
| 11  | Miljøministeriet                                                                      | Magnus Heunicke            | Socialdemokratiet |
| 12  | Social- og boligminister                                                              | Pernille Rosenkrantz-Theil | Socialdemokratiet |
| 13  | Beskæftigelsesminister                                                                | Ane Halsboe-Jørgensen      | Socialdemokratiet |
| 14  | Børne- og Undervisningsminister                                                       | Mattias Tesfaye            | Socialdemokratiet |
| 15  | Udlændinge- og integrationsminister                                                   | Kaare Dybvad Bek           | Socialdemokratiet |
| 16  | Skatteminister                                                                        | Jeppe Bruus                | Socialdemokratiet |
| 17  | Minister for fødevarer, landbrug og fiskeri                                           | Jacob Jensen               | Venstre           |
| 18  | Transportministeriet                                                                  | Thomas Danielsen           | Venstre           |
| 19  | Uddannelses- og forskningsminister                                                    | Christina Egelund          | Moderaterne       |
| 20  | Ældreminister                                                                         | Mette Kierkgaard           | Moderaterne       |
| 21  | Klima-, energi- og forsyningsminister                                                 | Lars Aagaard               | Moderaterne       |
| 22  | Digitaliseringsminister og minister for ligestilling                                  | Marie Bjerre               | Venstre           |
| 23  | Minister for byer og landdistrikter, kirkeminister og minister for nordisk samarbejde | Morten Dahlin              | Venstre           |